# Miley Stewart
Miley Stewart ali Hannah Montana je lik iz serije Hannah Montana ali filma Hannah Montana: The Movie. Filmsko ga je uprizorila Miley Cyrus.

## Opis
Miley Ray Stewart, rojena 23. novembra 1992 (starost 13-17) je izmišljeni lik iz nekdanje Disney serije Hannah Montana, igra jo Miley Cyrus.Kmečko dekle iz Tennesseeja ki se je preselil v Malibu v Kalifornijo, da živi svoje sanje, Miley ima skrivno identiteto, Hannah Montana, ki pomaga Miley postati pop zvezda, medtem ko še vedno ima normalno življenje, čeprav si včasih želi da bi lahko bila ena skrivna identiteta na enkrat.   

## Značaj
Ime lika naj bi najprej bil  Zoe Stewart, nato pa se je spremenil v Chloe. Ko je Cyrus je dobila vlogo,  je uradno ime postalo Miley Ray Stewart. Za ime identitete naj bi izbiraki med  Hannah Montana, Ana Cabana, Samantha York in Alexis Texas.

## Ozadje
Miley se je rodila v Nashville, Tennesseeju 23. novembra 1992. Živela je s svojim bratom, Jacksonom Stewartom, njenim očetom (nekdanji glasbenik countrya in Hannin menedžer), Robbyjem Rayem Stewartom in njeno mati Susan Stewart, ki je umrla pred serijo zaradi neznanih razlogov. 25. decembra 2000 je Miley dobila kitaro za božič,  prikazano v epizodi "Jaz sem Hannah,Me Slišiš Hripati". Kot kmečk dekle, ima veliko število hišnih živali, kot so konj Blue Jeans in hišni prašiček z imenom Luann, če jih naštejemo le nekaj, vendar je večina njenih živali in družine,  v Nashvillu.Leta 1999 je zmagala v jetju pit ker jih je pet pojedla v desetih minutah. Nato je bruhala na guvernerja in od takrat sovraži maline.
Miley in njen oče in njen brat so se preselil v Los Angeles, Kalifornija ko ji je umrla mama, v približno petem razredu in se udeležila šol: Osnovna šola Seaview, Srednja in Višje. Kupili so hišo v Malibuju ob plaži. Preselila se je da bi živela svoje sanje,kot pop zvezda, čeprav je le slavna medtem ko je Hannah Montana, njen alter ego. Ona jo je ustvarila, tako da lahko  živi svoje sanje, medtem ko je običajna najstnica, in hodi v javno šolo. 
V "Vedno se te bom Spomnila ", razkrije svojo skrivnost  svetu zaradi več razlogov.Najpomembnejši razlog je bil, da bi  bila sprejeta na Univerziteto Stanford, z Lilly. Njena skrivnost je povzročila kup kaosa v oddaji. Čeprav  je ona  pop zvezdnica,bo vedno "Country dekle v srcu".  V "Miley se Poslovi?"ima sanje o svojem konju, Blue Jeansu,ki jo   prepriča da se preselil nazaj v Tennessee. 
Namesto da je žalostna, da zapusti svoje prijatelje in življenje v Kaliforniji, je njen oče kupil veliko hišo, v bližini njihovega starem domu v Malibuju, kjer imajo ranč, da obdrži Blue Jeansa. Ta hiša je mešanica njenega življenja v Los Angelesu in njenega življenja v Nashvillu. Ta hiša je bolj napredna, z Hannah Montana omaro, kot tista,ki jo je imela v svojem starem domu. Lilly je živela z družino Stewart  od 3. sezone, ko je njena mama dobila službo v Atlanti, in je ostala z njimi do konca serije, tako da se ji ne bi bilo treba preseliti v Atlanto ali živeti s svojim očetom, ki živi uro stran od Miley.

## Osebnost
Miley je duhovita, elegantena, sočutena, hiper, in včasih negativna, ko obtiči. Ona je bolj v glasbo kot športe, razen navijaštva in konjeništva. Ona se šteje kot punčkasta punčka. Je zelo odločna  Miley pogosto laže ali gre skozi dosti škandalov, da bi dobila tisto, kar hoče, ali pa nekoga, ki ga ljubi, tudi ko ji povejo, da ne. 
Vendar pa se na koncu pogosto naredi prave odločitve. Nekateri primeri vključujejo epizode "Bi ti lagala, Lilly?" in "Želim Te da želiš  Da Grem Na Florido". 
Da bi ohranila svojo Hannah skrivnost, je Miley prisiljena včasih lagati in celo pustil ljubljene navzdol. Včasih skrivnost povzroča stres in dramo, in je prisiljena, da pove skrivnost nekaterim ljudem, kot Lilly ali Jaku. Ne mara da bi bila osramočena. Na primer, v "Pripravljeni, pozor, ne vozite," je poskušala dobiti vozniški izpit, samo zato, da se lahko odpelje na zabave. Čeprav Miley pogosto draži  Jacksona mu v nekaterih epizodah prizna da jih ima rada.
Nekatere slavne osebe s katerimi je hodila sta Jesse McCartney in Jonas Brothers. Miley obožuje sir.

## Družina
Miley ima veliko družino, ampak edini člani, ki živijo blizu nje v Kaliforniji so , njen oče Robby Ray, in njen brat Jackson.Preostali živijo v Tennesseeju, kjer Miley preživel  enajslet njenega življenja.
- Robby Ray Stewart - Mileyin oče
- Jackson Rod Stewart - Mileyin starejši brat
- Susan Stewart- Mileyina mama
- Earl Stewart - stric
- Bobby Stewart- stric
- Pearl -  Prateta
- Clara - Velika teta
- Luann - hudobna sestrična
- Shaggy - bratranec
- Scooby - bratranec
- Derek - bratranec
- Mamaw - babica
- Ruby - babica po materini strani
- Dedek - pravi
- "Bubba" - dedek
- Teta Dolly - teta
- Blue Jeans - ljubljenček, je ostal na kmetiji, Nashville medetm ko Miley živi v Los Angelesu. Bil je omenjen tudi v "Hannah Montana: The Movie" in celo začel živeti z Miley v sezoni 4.
- Luann- ljubljenček pujsek iz Tennesseeja, ki je poimenovana po sestrični, ker se smejala kot prašič
- Sydney (Mileyina sestrična)

### Prijatelji
- Lilly Truscott - najboljša prijateljica
- Oliver Oken - Milyen prijatelj in Lillyin fant
- Roxy - Hannina telesna stražarka